# فرانسیس فرون
فرانسیس فرون (انگلیسی: Francis Ferrón؛ زادهٔ ۵ فوریهٔ ۱۹۹۰) بازیکن فوتبال اهل اسپانیا است.
از باشگاه‌هایی که در آن بازی کرده‌است می‌توان به باشگاه فوتبال رکریتیوو اوئلوا اشاره کرد.